# Bobo Siebenschläfer (Fernsehserie)
Bobo Siebenschläfer ist eine deutsche Kinder-Zeichentrickserie des WDR nach der gleichnamigen Kinderbuchreihe von Markus Osterwalder. Die Erstausstrahlung erfolgte im Herbst 2014 als Teil der Sendung mit dem Elefanten sowie dessen Ableger Elefantastisch im KiKA. Im Anschluss erschienen die ersten 26 Folgen 2015 auf DVD. 2020 wurde die zweite Staffel mit weiteren 26 Episoden im KiKA ausgestrahlt und zeitgleich auf DVD veröffentlicht.
Die Serie richtet sich an Kinder zwischen zwei und vier Jahren. In kleinen Episoden werden Geschichten aus dem Alltag erzählt. Gemeinsam lernen die Kinder und Bobo die Welt kennen und verstehen. Am Ende der meisten Geschichten schläft Bobo wie auch in den Büchern ein.